# 극서부 개발 지구

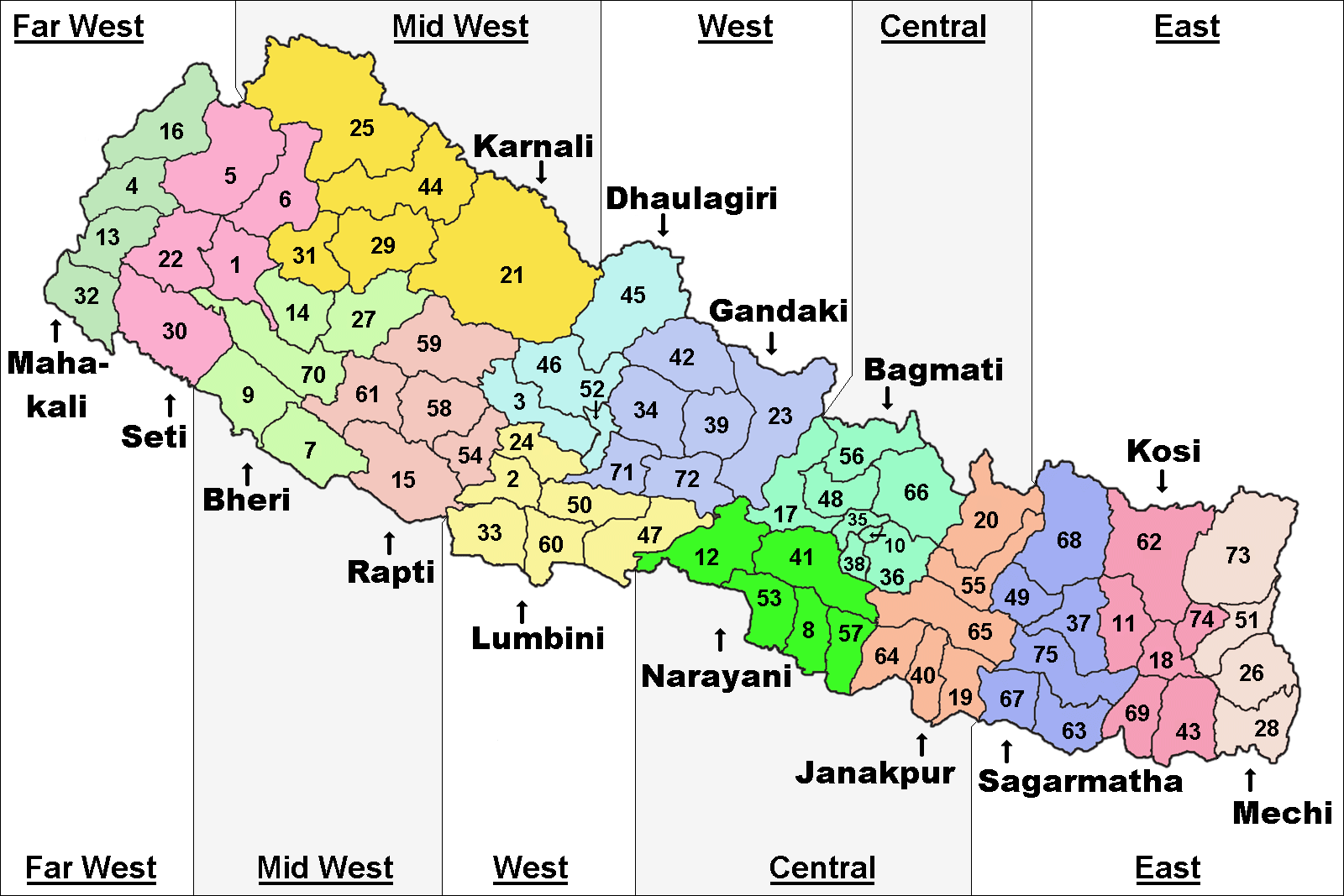
네팔의 개발 지구

극서부 개발 지구(네팔어: सुदुर पश्चिमाञ्चल विकास क्षेत्र)는 네팔을 구성하는 5개 개발 지구 가운데 하나로 행정 중심지는 디파얄실가디이며 면적은 19,539km2, 인구는 2,552,517명(2011년 기준)이다. 네팔 서부에 위치하며 2개 구(마하칼리 구, 세티 구)를 관할한다.